# Cratere Forro
Forro è un cratere sulla superficie di Marte.